# Проскуряков, Марк Тихонович
Ма́рк Ти́хонович Проскуряко́в (1935—2010) — российский учёный, биолог и биохимик.

## Биография
Родился 29 апреля 1935 года.
С 1973 года доктор биологических наук (тема диссертации: «Сравнительно-биохимическая характеристика трипсинов и химотрипсинов различных видов животных»). С 1975 года профессор.
Работал в Кубанском государственном университете (Краснодар), с 1975 по 2006 год заведующий кафедрой биохимии и физиологии.
Творческий путь молодого ученого Марк Тихонович начал в своей альма-матер "Кубанском государственном медицинском институте" на кафедре биохимии, под руководством крупного физиолога и биохимика Николая Петровича Пятницкого.
Научная школа Пятницкого Н.П. является уникальным продолжением научной школы, основанной выдающимся русским ученым физиологом и нобелевским лауреатом Иваном Петровичем Павловым, поэтому в научном плане Марк Тихонович Проскуряков являлся  "правнуком И.П. Павлова" и это бесспорно, поскольку им был внесен большой фундаментальный научный вклад в область энзимологии, физиологии пищеварения и биохимии.     
27 марта 1996 года присвоено звание Заслуженный деятель науки РФ (указ № 423).
По ходатайству председателя Совета ректоров вузов Краснодарского края В. Г. Лобанова городская Дума Краснодара решила увековечить память Проскурякова Марка Тихоновича: на фасаде дома по улице Орджоникидзе, в котором он жил в 1986—2010 гг., установлена мемориальная доска.